# Битва на Кровавой реке

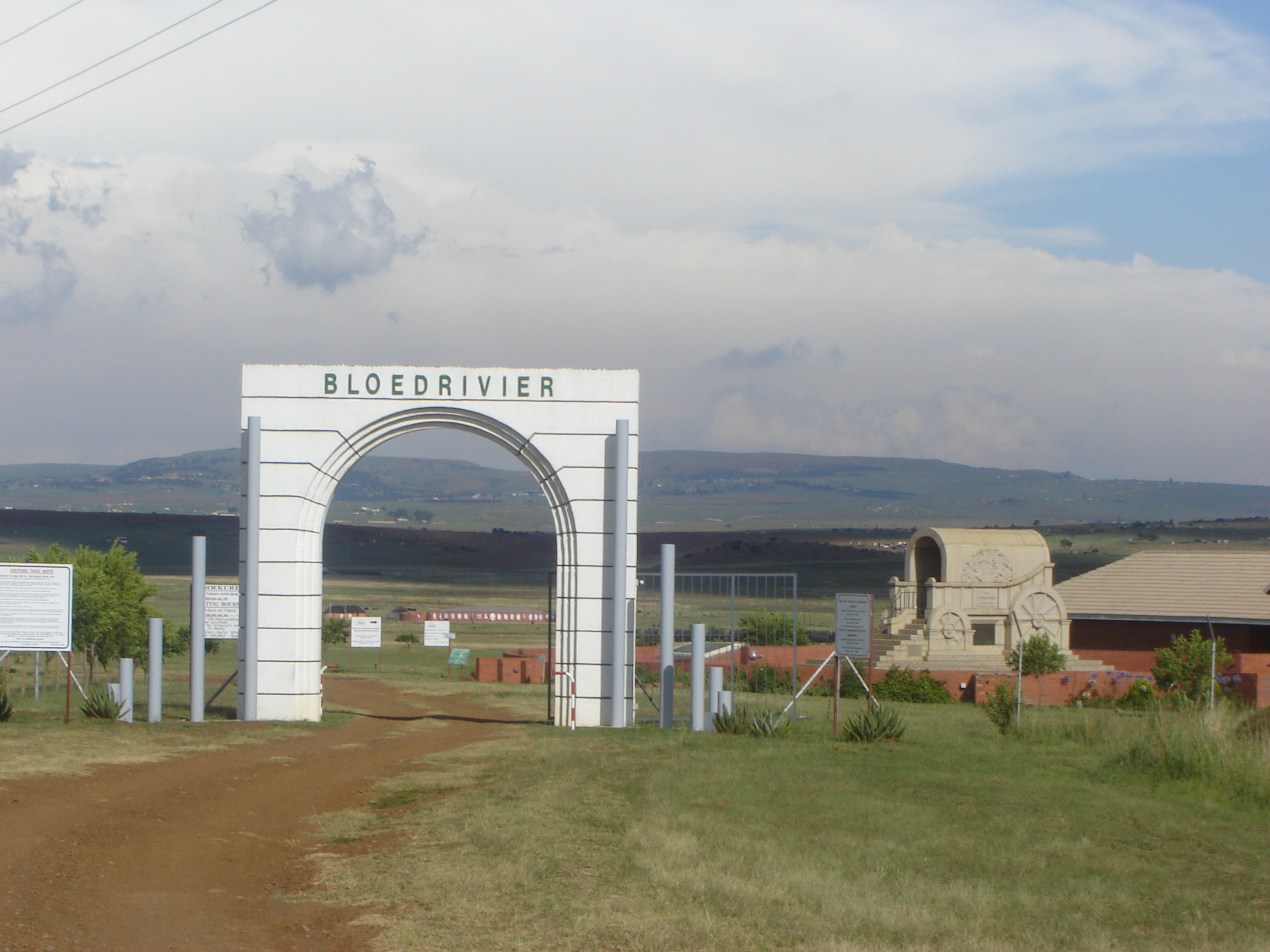
Монумент в честь Битвы на Кровавой реке

Битва на Кровавой реке (африк. Slag van Bloedrivier) — столкновение между вооружёнными отрядами буров и зулусов в долине реки Инколе (Нколе) в ходе Великого Трека 16 декабря 1838 года.

## Предыстория
Незадолго перед битвой бурские переселенцы во главе с Питером Ретифом прибыли в землю зулусов и в феврале 1838 года попытались провести переговоры с зулусским вождём (инкоси) Дингане о выделении им территорий, однако зулусы отвергли эти предложения и перебили безоружную бурскую делегацию прямо на территории крааля Мгунгундлову, после чего атаковали лагерь буров. В ответ бурские фуртреккеры совершили акцию возмездия, которая вошла в историю как Битва на Кровавой реке. В рейде участвовало 464 человека (коммандо) и около 200 человек цветной прислуги на 57 фургонах во главе с бурским генералом Андрисом Преториусом.
История сохранила текст молитвы африканеров перед сражением:
Господи! Если Ты защитишь нас и предашь врагов в наши руки, мы построим дом в честь имени Твоего и наша победа будет воспета до последнего колена потомков наших, потому что в этот день будут воспевать Честь Твою.

## Сражение
В воскресенье 16 декабря 1838 года в долине реки Нкоме лаагер буров подвергся нападению со стороны более чем 10 000 зулусов под предводительством инкоси Дингане. Буры были оснащены огнестрельным оружием, в том числе двумя лёгкими пушками, тогда как зулусы были вооружены преимущественно метательным копьями иклва и захваченными после резни в Винене немногочисленными мушкетами. В ходе битвы зулусы предприняли три атаки, которые по итогу были отбиты. После трёхчасового боя зулусы, потеряв значительную часть своих воинов, прекратили активные действия и в результате контратаки буров обратились в бегство. Всего зулусы потеряли около 3 тысяч человек убитыми и ранеными, в то время как потери буров составили 3 человека ранеными, включая самого Преториуса, раненного в ходе контратаки в левую руку.

## Последствия
Впоследствии африканеры учредили праздник День Клятвы (африк. Geloftedag — день ковенанта или Обета), ежегодно проводимый 16 декабря, возвели в честь этого события Церковь Обета (африк. Die Geloftekerk) в Питермарицбурге и монумент.